# Naked/Fight Together/Tempest
NAKED/Fight Together/Tempest è il trentasettesimo singolo della cantante giapponese Namie Amuro, pubblicato il 27 luglio 2011 dalla Avex Trax. Il brano Fight Together è stato utilizzato come quattordicesima sigla di apertura per gli episodi dal 493 al 516 dell'anime One Piece, in sostituzione della precedente sigla One Day.

## Tracce
CD singolo
CD
1. NAKED - 4:23
2. Fight Together - 4:19
3. Tempest - 4:38
4. NAKED (instrumental) - 4:45
5. Fight Together (instrumental) - 4:18
6. Tempest (instrumental) - 4:34

DVD
1. NAKED
2. Fight Together

## Classifiche
| Classifica (2011) | Posizione massima |
| ----------------- | ----------------- |
| Giappone (Oricon) | 2                 |